# Estación de Rennbahnweg
La estación de Rennbahnweg  es una estación de la línea 1 del metro de Viena. Se encuentra en el distrito XXII. Se abrió el 2 de septiembre de 2006. Conecta con las líneas de autobús 25A y 27A.
- Datos: Q1436932
- Multimedia: Rennbahnweg metro station / Q1436932